# Detlef Jaskowiak
Detlef Jaskowiak (* 15. Februar 1959 in Bochum) ist ein ehemaliger deutscher Fußballspieler.

## Karriere

### Vereine
Jaskowiak gehörte als 20-Jähriger dem VfL Bochum in der Saison 1979/80 als Abwehrspieler an. Sein einziges Pflichtspiel für den Verein bestritt er am 30. Januar 1980 – mit Einwechslung für Walter Oswald in der 65. Minute – im Wiederholungsspiel der 3. Runde im Wettbewerb um den DFB-Pokal, das mit 1:2 gegen den 1. FC Köln verloren wurde. Das Wiederholungsspiel war erforderlich, da am 12. Januar 1980 aus der Begegnung im Ruhrstadion mit 3:3 n. V. kein Sieger ermittelt werden konnte. Am Saisonende verließ er den Verein und schloss sich dem 1. FC Bocholt an, der zur Saison 1980/81 als Meister der Oberliga Nordrhein in die Gruppe Nord der seinerzeit zweigleisigen 2. Bundesliga aufgestiegen war. Sein einziges Zweitligaspiel bestritt er am 21. Dezember 1980 (20. Spieltag) bei der 0:3-Niederlage im Heimspiel gegen Hertha BSC mit Einwechslung für Uwe Hansel ab der 75. Minute.
1982 spielte er für den Castrop-Rauxeler Stadtteilverein Spvg Blau-Gelb Schwerin in der seinerzeit zweithöchsten deutschen Amateurliga, der Verbandsliga Westfalen. Bis in die späten 1980er Jahre war er für den Verein aktiv, bevor ihn sein Weg zum SV Langendreer 04 und zum VfL Witten führte. Als 41-jähriger Routinier kehrte er zur Spvg Blau-Gelb Schwerin zurück und erlebte als Spieler den Wiederaufstieg in die Bezirksliga Westfalen. Später zwang ihn ein im Trainingsspiel erlittener Fußbruch zur Beendigung seiner Spielerkarriere.

### Nationalmannschaft
Jaskowiak spielte 1974 viermal für die DFB-Schülernationalmannschaft. Ebenso kam er im Jahr 1975 für die DFB-Jugendauswahl „B“ in drei Länderspielen zum Einsatz. Er gehörte der Mannschaft an, die ihre Premiere am 30. Juli 1975 in Heinola im Rahmen eines Turniers in Finnland mit 5:1 gegen die Auswahl Norwegens gewann; dabei gelang ihm ein Tor. Am 1. August 1975 bestritt er in Kuusankoski das mit 2:4 verlorene Spiel gegen die Auswahl Dänemarks und beim 2:1-Sieg über die Auswahl Islands am 2. August in Pieksämäki kam er ebenfalls zum Einsatz, bevor er im Spielverlauf für Thomas Remark ausgewechselt wurde.
Im Herbst 1976 wurde er 3× in der DFB-Jugendauswahl „A“ eingesetzt.